# Steinpleis
Steinpleis ist ein Ortsteil der Großen Kreisstadt Werdau im Landkreis Zwickau, Freistaat Sachsen. Er wurde am 1. Januar 1996 nach Werdau eingemeindet.

## Geografie

### Lage

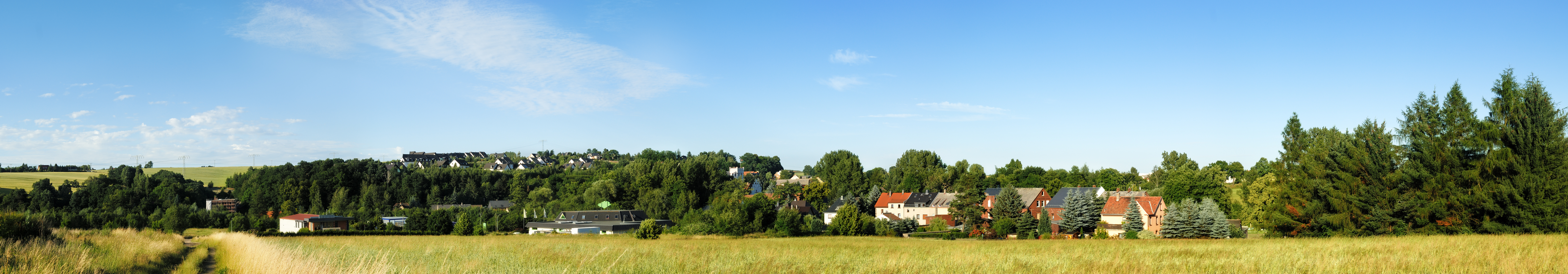
Blick auf Steinpleis von Westen

Steinpleis liegt südöstlich zwischen Werdau im Westen und Zwickau im Osten. Der Ort befindet sich im Tal der Pleiße und im Flächennaturdenkmal „Römertal“, einer Flussauenlandschaft mit seltenen Pflanzen- und Vogelbiotopen. Zu Steinpleis gehören die Siedlungen Sorge in der nördlichen Ortsflur und Weißenbrunn in der südöstlichen Ortsflur. Beide Siedlungen sind aus einem Rittergut hervorgegangen.

### Nachbarorte

Blick auf Steinpleis von Norden

| Werdau       | Königswalde                                 | Marienthal   |
| Ruppertsgrün | Kompassrose, die auf Nachbargemeinden zeigt | Brand        |
| Gospersgrün  | Thanhof                                     | Lichtentanne |

## Geschichte

### 12. bis 18. Jahrhundert
Steinpleis wurde erstmals in einer Urkunde der Werdauer Ägidienkirche im Jahr 1318 als „villa Steinplissen“ erwähnt. Die ersten Ansiedler waren im 13. Jahrhundert fränkische Siedler aus der Nähe von Bayreuth und Erlangen. Den Ortsmittelpunkt bildete eine Wasserburg, wie aus einer Urkunde des Jahres 1416 der Schönfelser Burgherrschaft (vgl. Burg Schönfels) entnommen werden konnte. Der Ortsname hat wohl die slawische Wurzel *plis[n]a ‚Feuchtgebiet‘.
In Steinpleis wurde bereits im Jahr 1350 als Herrensitz erwähnt, der aus einer 1416 genannten Wasserburg bestand. Während der Hussitenkriege wurde Steinpleis im Jahr 1430 verwüstet. Im 15. Jahrhundert sind in Steinpleis mehrere adlige Güter genannt. Dies waren
- das Rittergut Untersteinpleis (heutiges Schloss Steinpleis, Adresse: Am Schloß),[2]
- das Rittergut Niedersteinpleis (Adresse: Freistraße 5),[3]
- das Rittergut Obersteinpleis,[4] und
- das mit dem Rittergut Obersteinpleis (Adresse: Hauptstraße 102) kombinierte Rittergut Weißenbrunn (Adresse: Weißenbrunn 1),[5]

welches am 16. März 1675 durch Hans Caspar von Schönfels (*Thossfell am 12. Oktober 1646, + Weissenbrunn am 16. Februar 1679) von den Erben des Wolf Ernst von Winkelmann gekauft wurde. 1686 wurde Weissenbrunn von 15 Räubern ausgeraubt und die Insassen misshandelt.

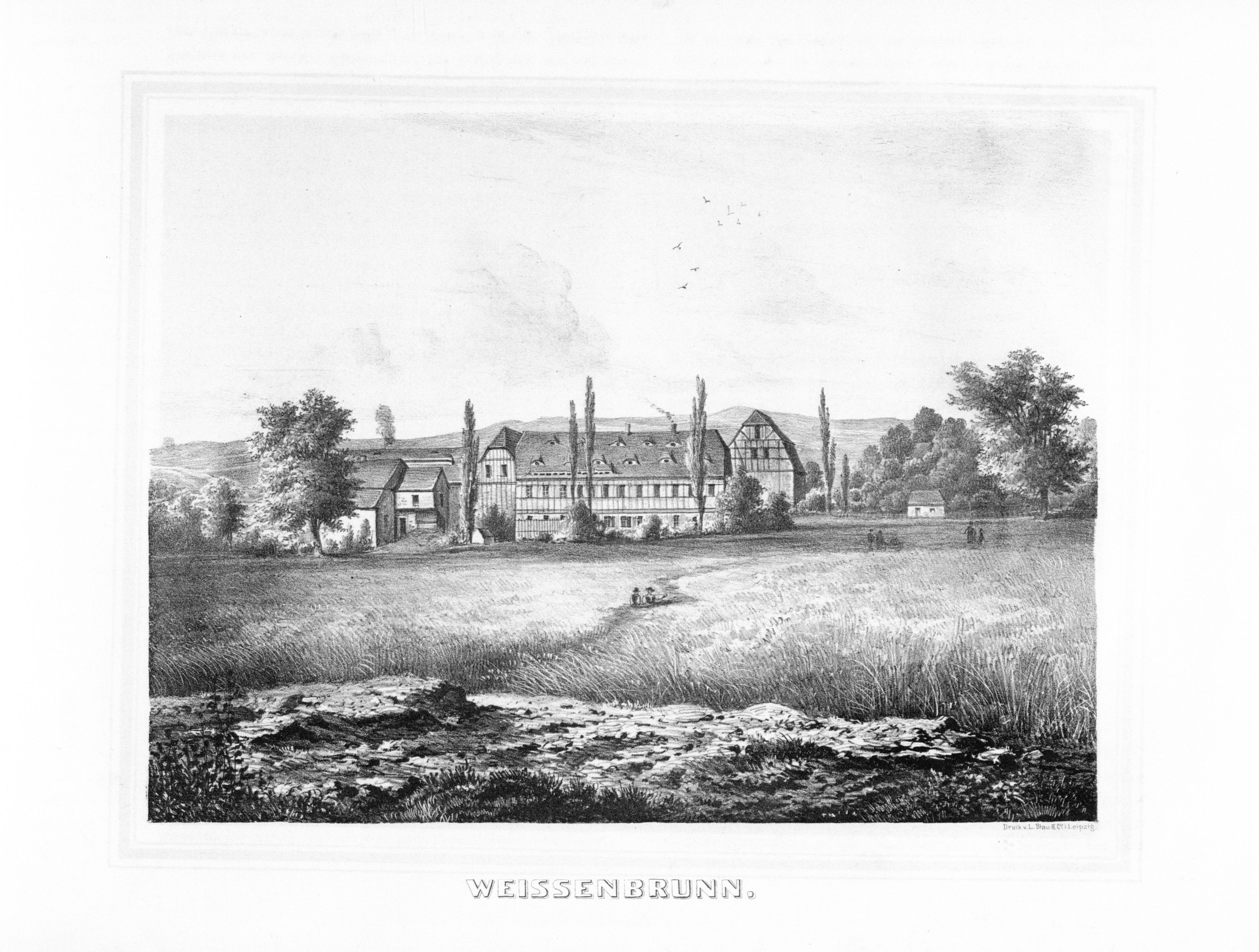
Rittergut Weißenbrunn

Am 26. April 1709 wird Weissenbrunn von Johann Christian von Schönfels, kursächsischer Leutnant, verkauft, da „Weissenbrunn völlig runiniert sei“ (Quelle: Joachim von Schönfels: Familienchronik v. Schönfels. (= Deutsches Familienarchiv. Band 78), Degener & Co., 1981) in der südöstlich von Steinpleis liegenden Siedlung Weißenbrunn. Weiterhin existierte in der nördlichen Ortsflur das adlige Gut Sorge (Adresse: Sorge). 1470 erwarb Martin Römer die vorhandenen Rittergüter im Ort. 400 Jahre prägte die Familie von Römer die Ortsgeschichte.
Die Reformation im Jahr 1529 machte aus Steinpleis eine selbstständige evangelische Kirchengemeinde. Durch die eingeschleppte Pest im Dreißigjährigen Krieg verlor Steinpleis im Jahr 1633 über 300 Einwohner. Im Jahr 1644, Steinpleis gehörte zum Kurfürstentum Sachsen, brannte die Kirche im Ort ab. Bereits 1647 erfolgte ein Wiederaufbau der Kirche. Während des Siebenjährigen Krieges quartierte man 1600 preußische Soldaten in Steinpleis ein.

### 19. Jahrhundert
Bis in das 19. Jahrhundert hinein war Steinpleis (auch Steinpleiß geschrieben) ein reines Bauerndorf, das zu Beginn des 19. Jahrhunderts dann als „Weberdorf“ mit einer Wollspinnerei aber auch schon gewerblich geprägt war. 1837 ergab eine Volkszählung 1160 Einwohner für das Dorf. 1839 endete die feudale Gerichtsbarkeit und der Ort wurde zur selbstständigen Landgemeinde. Die Industrialisierung brachte auch in Steinpleis große Veränderungen. 1840 erbaute man den noch heute existierenden Gasthof Zum Römer. Aus diesem Jahr stammt auch eine erste Erwähnung der Freiwilligen Feuerwehr.
Entscheidend für die Industrialisierung des Orts war um 1845 der Eisenbahnbau, der die Verkehrslage verbesserte und die Ansiedlung erster Industriebetriebe ermöglichte. Zeugnis aus dieser Zeit ist die Römertalbrücke an der Bahnstrecke Dresden–Werdau, eine Eisenbahnbrücke aus sächsischem Ziegelstein erbaut, die als Bogenbrücke und technisches Denkmal 1845 eingeweiht wurde. Im Jahr 1857/58 wurde an der Stelle der ehemaligen mittelalterlichen Wasserburg das noch heute existierende Schloss Untersteinpleis erbaut. Es ist im Stil der englischen Tudorgotik mit Turm und Zinnen gebaut und gehörte zunächst der Familie von Römer. Zur Zeit der DDR war es Zweigstelle des VEG Neumark und Mastprüfanstalt (staatliche Forschungseinrichtung).
Steinpleis gehörte bis 1856 zum kursächsischen bzw. königlich-sächsischen Amt Zwickau. 1856 wurde Steinpleis dem Gerichtsamt Werdau und 1875 der Amtshauptmannschaft Zwickau angegliedert.

### 20. Jahrhundert bis zur Gegenwart

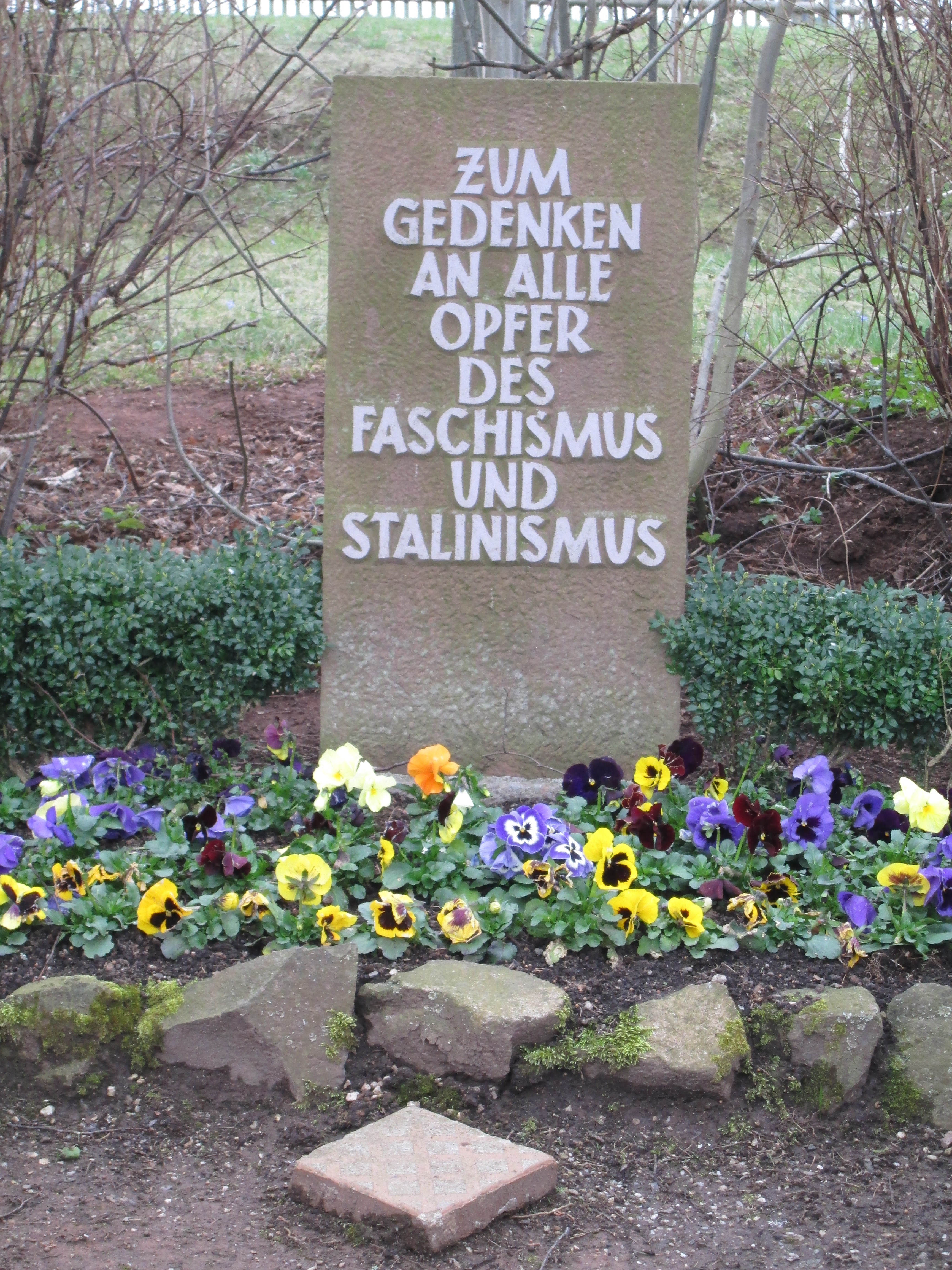
In Steinpleis liegt ein unbekannter KZ-Häftling des Todesmarsches von Auschwitz

1918 endete die Ära des Königreich Sachsens. Der Erste Weltkrieg forderte den Ort 137 Todesopfer und im Zweiten Weltkrieg kamen 229 Einwohner ums Leben. Weiterhin gab es 457 Kriegsgefangene und 72 Vermisste. Im Jahr 1920 wurde Steinpleis der Amtshauptmannschaft Werdau zugeordnet. Durch die Auflösung der Amtshauptmannschaft Werdau kam die Gemeinde Steinpleis im Jahr 1933 wieder an die Amtshauptmannschaft Zwickau, die ab 1939 Landkreis Zwickau genannt wurde. U. a. das Adressbuch von 1937 zeigte den Umfang der Aktivitäten der NSDAP im Ort.
Am 27. Januar 1945 wurde die Leiche eines KZ-Häftlings auf Steinpleiser Flur gefunden. Dieser stammte von einem der Todesmärsche des KZ Auschwitz (inkl. Außenlagern), die kurz vor der Befreiung „geräumt“ wurden. Der Tote wurde auf dem Steinpleiser Friedhof beigesetzt.
Am 16. April 1945 wurde Steinpleis durch Truppen der 3. US-Armee befreit, diese musste jedoch den Ort nach der Potsdamer Konferenz an die sowjetische Besatzungszone abgeben. Die US-Armee zog daraufhin ihre Streitkräfte von Westsachsen nach Bayern ab. Im September 1945 begann die Bodenreform in Deutschland, wodurch die Familie von Römer ihren Grundbesitz zugunsten zahlreicher Neubauern verlor. Seit 1949 gehörte der Ort zur DDR. 1952 gliederte man Steinpleis im Rahmen der Kreisreformen in der DDR dem Kreis Werdau im Bezirk Karl-Marx-Stadt an. Gleichzeitig wurde die erste LPG (Landwirtschaftliche Produktionsgenossenschaft) gegründet und 1970 gab es einen Zusammenschluss der LPGen von Steinpleis, Leubnitz, Ruppertsgrün und Gospersgrün. Am 4. Oktober 1989 erlangte das Bogendreieck um Steinpleis gewisse Berühmtheit. Ein Einsatz der Staatssicherheit und der Volkspolizei der DDR verhinderte, dass ausreisewillige DDR-Bürger auf die von der Prager Botschaft kommenden Züge mit Botschaftsflüchtlingen nach Hof in der BRD aufspringen konnten. Der brutale Einsatz führte zu Verletzten und Sachschäden.
Nach der Wiedervereinigung Deutschlands gehörte Steinpleis zunächst zum Landkreis Werdau, der 1994 im Landkreis Zwickauer Land und 2008 im neu gegründeten Landkreis Zwickau aufging. Der Ort wuchs vor allem durch den Bau des Gewerbegebietes Pleißen-Center zu einem mittleren Handels- und Gewerbezentrum.
Am 1. Januar 1996 wurde Steinpleis nach Werdau eingemeindet. Das Steinpleiser Schloss befindet sich seit 2015 wieder im Besitz der Familie von Römer.

## Verkehr

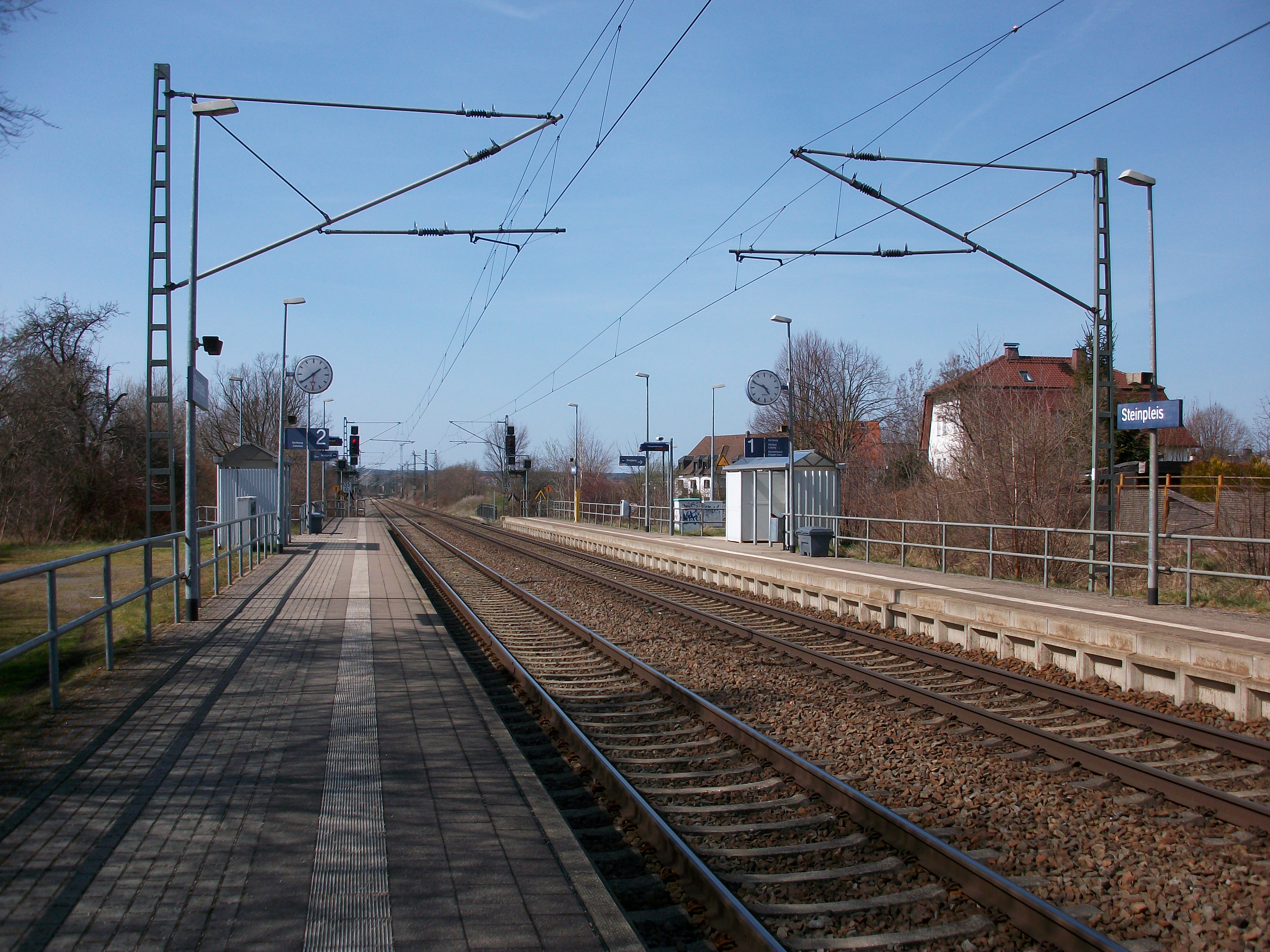
Haltepunkt Steinpleis (2016)

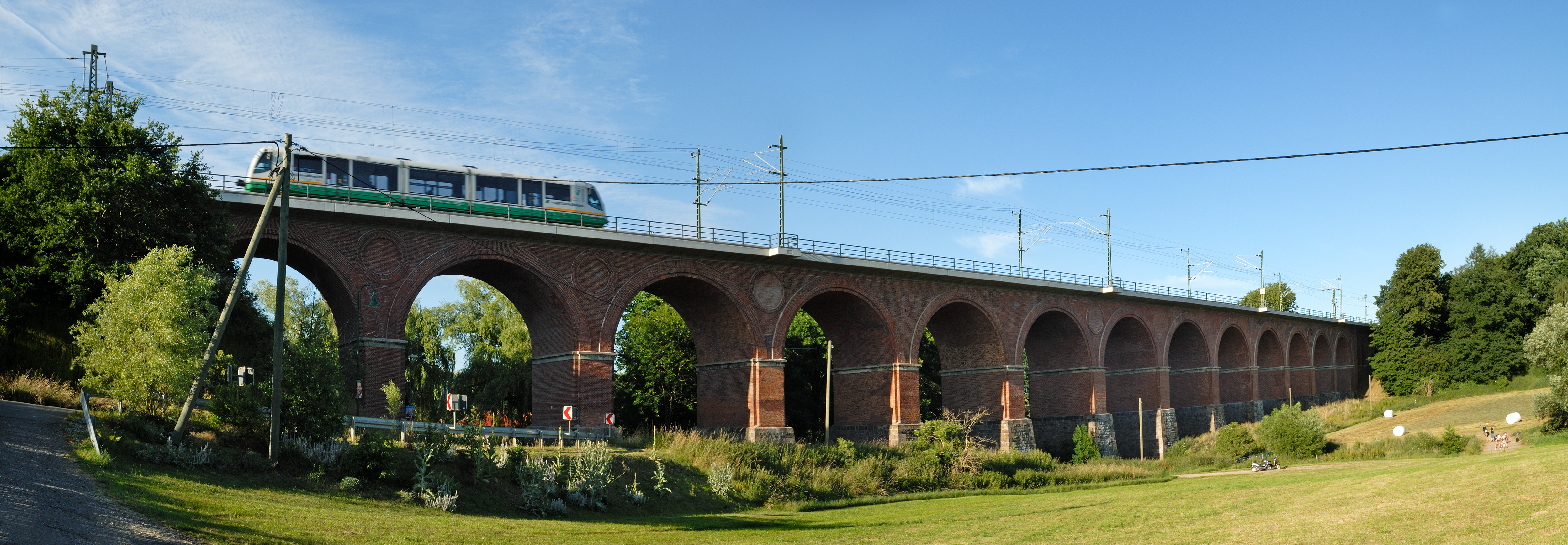
Die Römertalbrücke

Der Haltepunkt Steinpleis liegt an der Bahnstrecke Leipzig–Zwickau. Er wird von der S-Bahn Mitteldeutschland bedient. Nahe Steinpleis befindet sich der Abzweig Werdau Bogendreieck, wo die Strecke in die Bahnstrecke Leipzig–Hof einmündet.

## Kultur und Sehenswürdigkeiten

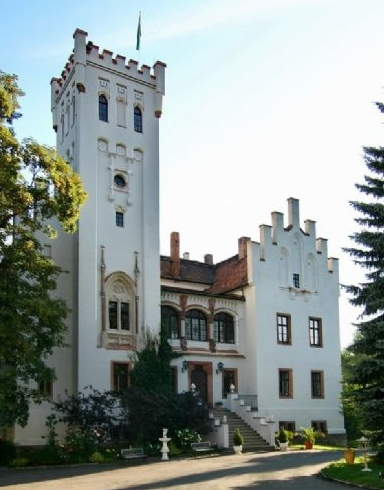
Schloss Steinpleis

- Dorfkirche von 1647 mit Orgel von Georg Emil Müller aus dem Jahr 1889
- Schloss Steinpleis und ehemaliges Herrenhaus, Freistr. 5
- Steinpleisviadukt, 126 m lange Bogenbrücke, 1843/1845 erbaut
- Römertalviadukt, 225 m lange Bogenbrücke, 1843/1845 erbaut
- Wassermühle Steinpleis
- Tanzcafé Zum Römer, 1840 als Gasthof erbaut

## Persönlichkeiten
- Gottlieb Leberecht Crusius (1730–1804), Zeichner und Kupferstecher; in Steinpleis geboren
- Paul Schmidt-Roller (1891–1963), Maler; lebte ab 1945 in Steinpleis
- Christoph Reichenbach (* 1950), Bildhauer; in Steinpleis geboren